# 罗曼·勒厄斯利
罗曼·勒厄斯利（德語：Roman Röösli，1993年9月22日—），瑞士男子赛艇运动员，2018年世界赛艇锦标赛男子双人双桨银牌得主、2023年世界赛艇锦标赛男子双人单桨无舵手金牌得主、2024年夏季奥林匹克运动会男子双人单桨无舵手铜牌得主。